# Shibu (métro de Nanning)
Pour les articles homonymes, voir Shibu.
La gare de Shibu (chinois : 石埠站 / pinyin : Shíbù zhàn / zhuang : Camh Sizb) est une station de métro souterraine, terminus de la ligne 1 du métro de Nanning. Elle est accessible par des entrées situées de part et d'autre du carrefour des rues Yonglong Lu et Daxuexi Lu, dans le district de Xixiangtang, à Nanning en Chine.
Elle est ouverte le 28 décembre 2016.

## Situation ferroviaire
La station et ses entrées sont  La station est celle la plus à l'ouest de la ligne 1 et son terminus.

## Histoire
La station souterraine de Shibu est mise en service le 28 décembre 2016. Elle est alors ouverte de 6 h 30 à 22 h et la fréquence des dessertes est de 7 à 8 minutes, avant des modifications apportées par le bureau des transports le 28 juin 2017.

## Service des voyageurs

### Accès et accueil
La station souterraine, est accessible par quatre entrées/sorties A, B, C et D, situées de part et d'autre de la rue Daxuexi Lu. L'accès C est équipé d'un ascenseur pour les personnes handicapées. Elle est ouverte de 6 h 30 à 22 h 30. Le niveau 1 comporte la Salle d'accueil, le service à la clientèle, boutiques et guichet en libre-service. Le niveau 3 dispose de deux quais, l'un sert à la descente et l'autre à la montée dans les rames.

### Desserte
Shibu est desservie par les rames de la ligne 1 avec une fréquence de desserte de 6 minutes et 30 secondes pendant les heures de pointe (7h30 à 9h00 et de 17h30 à 19h30) et de 7 minutes durant le reste de la journée.

### Intermodalité
Elle est desservie par des autobus, du Réseau d'autobus de Nanning, lignes 804 et 805.

## À proximité
Les accès/sorties de la station desservent :
- A : Shengda Lu (盛达路), le lac Jinsha et le marché agricole du lac Jinsha.
- B : Yonglong Lu (邕隆路).
- C : l'Université de finance et d'économie du Guangxi (en), et le campus de Xiangsi.
- D : Daxuexi Lu (大学西路)